# Градсько (Болгарія)
Гра́дсько (болг. Градско) — село в Сливенській області Болгарії. Входить до складу общини Сливен.

## Населення
За даними перепису населення 2011 року у селі проживали 475 осіб.
Національний склад населення села:
| Національність   | Кількість осіб | Відсоток |
| ---------------- | -------------- | -------- |
| турки            | 339            | 82,1 %   |
| болгари          | 72             | 17,4 %   |
| цигани           | 0              | 0 %      |
| Всього відповіли | 413            |          |

Розподіл населення за віком у 2011 році:
Динаміка населення: